# Фельдман, Бен
Бен Фе́льдман (англ. Ben Feldman; род. 27 мая 1980, Потомак, Мэриленд, США) — американский актёр. Он наиболее известен по ролям в телесериалах «Жизнь с Фрэн» 2005—2006) и «До смерти красива» (с 2009). В начале 2012 года он присоединился к сериалу «Безумцы» в роли Майкла Гинзберга. В 2012 году он был номинирован на премию «Эмми» в категории «Лучший приглашённый актёр в драматическом телесериале».

## Биография
Фельдман родился 27 мая 1980 года в Вашингтоне, округ Колумбия. Он окончил колледж «Итака» в Нью-Йорке, где получил степень бакалавра изобразительных искусств. Получив диплом, переехал в Нью-Йорк, где выступал на Бродвее, и в конечном счёте перебрался в Лос-Анджелес, чтобы сниматься в кино и на телевидении.
В 2012 году Фельдман обручился с Мишель Малитс. Они поженились 12 октября 2013 года в Гейтерсберге, штат Мэриленд.

## Фильмография
| Год       |   | Русское название     | Оригинальное название | Роль            |
| --------- | - | -------------------- | --------------------- | --------------- |
| 2003      | с | Клава, давай!        | Less than Perfect     | Николас         |
| 2005      | ф | Идеальный мужчина    | The Perfect Man       | Адам Форрест    |
| 2005—2006 | с | Жизнь с Фрэн         | Living With Fran      | Джош Ривз       |
| 2007      | с | 4исла                | Numb3rs               | Сет Марлоу      |
| 2008      | ф | Монстро              | Cloverfield           | Тревис          |
| 2008      | ф | Экстремальное кино   | Extreme Movie         | Лен             |
| 2009      | ф | Пятница, 13-е        | Friday the 13th       | Ричи            |
| 2009—2014 | с | До смерти красива    | Drop Dead Diva        | Фред            |
| 2012—2013 | с | Безумцы              | Mad Men               | Майкл Гинзберг  |
| 2014      | ф | Париж. Город мёртвых | As Above, So Below    | Джордж          |
| 2014—2015 | с | От «А» до «Я»        | A to Z                | Эндрю Лофлэнд   |
| 2014—2019 | с | Кремниевая долина    | Silicon Valley        | Рональд Лафламм |
| 2016—2021 | с | Супермаркет          | Superstore            | Джона           |
| 2025      | с | Призраки             | Ghosts                | Кайл            |